# The Mystery of Marie Rogêt
The Mystery of Marie Rogêt é um conto de Edgar Allan Poe escrito em 1842. Trata-se do primeiro romance policial baseado em detalhes de um crime real. Assim, como Edgar Allan Poe se baseou em um caso real, foi apontado como suspeito, mas como não havia provas contra ele, não foi preso.

## Ver também

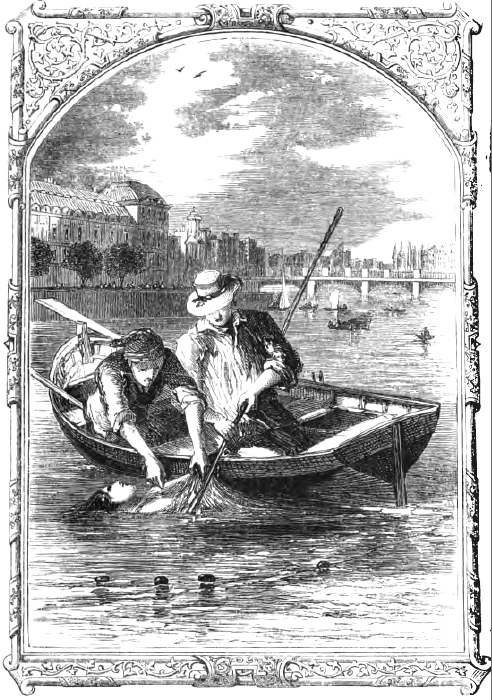
Ilustração de 1852, copiado do original da Universidade de Oxford